# Gran Premio de los Países Bajos de Motociclismo de 1979
El Gran Premio de los Países Bajos de Motociclismo de 1979 fue la séptima prueba de la temporada 1979 del Campeonato Mundial de Motociclismo. El Gran Premio se disputó el 23 de junio de 1979 en el Circuito de Assen.

## Resultados 500cc
En la categoría reina, sorprendente victoria del italiano Virginio Ferrari que estuvo luchando buenas parte de la prueba con su compañero de escudería, Barry Sheene, a quien superó por una sola décima. Mucho más atrás entraría el holandés Wil Hartog, que entraría en tercera posición.
Por su parte. Kenny Roberts tuvo diversos problemas que le relegaron a la octava posición, hecho que le haría perder el liderato del en manos de Ferrari.
| Pos.     | Piloto            | Equipo     | Tiempo    | Pts. |
| -------- | ----------------- | ---------- | --------- | ---- |
| 1        | Virginio Ferrari  | Suzuki     | 47' 07" 3 | 15   |
| 2        | Barry Sheene      | Suzuki     | +0" 1     | 12   |
| 3        | Wil Hartog        | Suzuki     | +21" 4    | 10   |
| 4        | Boet van Dulmen   | Suzuki     | +27" 2    | 8    |
| 5        | Philippe Coulon   | Suzuki     | +39" 0    | 6    |
| 6        | Franco Uncini     | Suzuki     |           | 5    |
| 7        | Jack Middelburg   | Suzuki     |           | 4    |
| 8        | Kenny Roberts     | Yamaha     |           | 3    |
| 9        | Christian Sarron  | Yamaha     |           | 2    |
| 10       | Steve Parrish     | Suzuki     |           | 1    |
| 11       | Gianni Rolando    | Suzuki     | +1 Vuelta |      |
| 12       | Graziano Rossi    | Morbidelli | +1 Vuelta |      |
| 13       | Randy Mamola      | Suzuki     | +1 Vuelta |      |
| 14       | Ikujiro Takai     | Yamaha     | +1 Vuelta |      |
| 15       | Dennis Ireland    | Suzuki     | +1 Vuelta |      |
| 16       | Dick Alblas       | Suzuki     | +1 Vuelta |      |
| 17       | Gerhard Vogt      | Suzuki     | +1 Vuelta |      |
| Ret      | Seppo Rossi       | Suzuki     | Ret       |      |
| Ret      | Johnny Cecotto    | Yamaha     | Ret       |      |
| Ret      | Henk de Vries     | Suzuki     | Ret       |      |
| Ret      | Bernard Fau       | Suzuki     | Ret       |      |
| Ret      | Marco Lucchinelli | Suzuki     | Ret       |      |
| Ret      | Jürgen Steiner    | Suzuki     | Ret       |      |
| Ret      | Max Wiener        | Suzuki     | Ret       |      |
| Ret      | Børge Nielsen     | Suzuki     | Ret       |      |
| Ret      | Michel Rougerie   | Suzuki     | Ret       |      |
| Ret      | Alex George       | Suzuki     | Ret       |      |
| Ret      | Piet van der Wal  | Yamaha     | Ret       |      |
| Ret      | Peter Sjöström    | Suzuki     | Ret       |      |
| Ret      | Willem Zoet       | Suzuki     | Ret       |      |
| DNQ      | Gustav Reiner     | Suzuki     | DNQ       |      |
| DNQ      | Dave Potter       | Suzuki     | DNQ       |      |
| Sources: |                   |            |           |      |

## Resultados 350cc
En 350cc, el líder del Mundial Kork Ballington no entró entre los diez primeros. El triunfo fue para su compañero de escudería Gregg Hansford, seguido nada menos que a 20 segundos por el francés Patrick Hernandez. El italiano Walter Villa acababa en tercer lugar.
| Pos. | Piloto             | Moto          | Tiempo    | Pts. |
| ---- | ------------------ | ------------- | --------- | ---- |
| 1    | Gregg Hansford     | Kawasaki      | 48' 41" 0 | 15   |
| 2    | Patrick Fernandez  | Yamaha        | +20" 2    | 12   |
| 3    | Walter Villa       | Yamaha        | +22" 6    | 10   |
| 4    | Anton Mang         | Kawasaki      | +25" 9    | 8    |
| 5    | Michel Frutschi    | Yamaha        | +26" 2    | 6    |
| 6    | Graeme McGregor    | Yamaha        | +50" 0    | 5    |
| 7    | Jeffrey Sayle      | Yamaha        |           | 4    |
| 8    | Pentti Korhonen    | Yamaha        |           | 3    |
| 9    | Olivier Chevallier | Yamaha        |           | 2    |
| 10   | Gianfranco Bonera  | Yamaha        | +1 Vuelta | 1    |
| 11   | Didier de Radiguès | Yamaha        | +1 Vuelta |      |
| 12   | Klaas Hernamdt     | Yamaha        | +1 Vuelta |      |
| 13   | Etienne Geeraerdt  | Yamaha        | +1 Vuelta |      |
| Ret  | Víctor Palomo      | Yamaha        | Ret       |      |
| Ret  | Barry Ditchburn    | Kawasaki      | Ret       |      |
| Ret  | Sadao Asami        | Yamaha        | Ret       |      |
| Ret  | Bert Struyk        | Yamaha        | Ret       |      |
| Ret  | Mar Schouten       | Yamaha        | Ret       |      |
| Ret  | Roland Freymond    | Yamaha        | Ret       |      |
| Ret  | Willem Zoet        | Yamaha        | Ret       |      |
| Ret  | Pekka Nurmi        | Yamaha        | Ret       |      |
| Ret  | Kork Ballington    | Kawasaki      | Ret       |      |
| Ret  | Éric Saul          | Yamaha        | Ret       |      |
| Ret  | Vic Soussan        | Yamaha        | Ret       |      |
| Ret  | Patrick Pons       | Yamaha        | Ret       |      |
| Ret  | Richard Hubin      | Yamaha        | Ret       |      |
| Ret  | Alan North         | Yamaha        | Ret       |      |
| Ret  | Michel Rougerie    | Bimota-Yamaha | Ret       |      |
| Ret  | Eero Hyvärinen     | Yamaha        | Ret       |      |
| Ret  | Chas Mortimer      | Yamaha        | Ret       |      |
| DNQ  | Kenny Blake        | Yamaha        | DNQ       |      |
| DNQ  | Murray Sayle       | Yamaha        | DNQ       |      |
| DNQ  | Carlos Lavado      | Yamaha        | DNQ       |      |
| DNQ  | Piet van der Wal   | Yamaha        | DNQ       |      |
| DNQ  | Walter Hoffmann    | Yamaha        | DNQ       |      |
| DNQ  | Paolo Pileri       | RTM           | DNQ       |      |

## Resultados 250cc
En el cuarto de litro, Kork Ballington sigue siendo líder destacado pero, en Assen, conseguiría el italiano Graziano Rossi superarle a él y a Gregg Hansford y colocar su Morbidelli en lo más alto del podio. Los pilotos de Kawasaki pugnaron por la segunda plaza hasta el final, y sería el australiano quien la lograría, pero solo a una décima sobre el sudafricano.
| Pos. | Piloto               | Moto       | Tiempo    | Pts. |
| ---- | -------------------- | ---------- | --------- | ---- |
| 1    | Graziano Rossi       | Morbidelli | 46' 12" 2 | 15   |
| 2    | Gregg Hansford       | Kawasaki   | +7" 0     | 12   |
| 3    | Kork Ballington      | Kawasaki   | +7" 1     | 10   |
| 4    | Anton Mang           | Kawasaki   | +52" 1    | 8    |
| 5    | Jean-François Baldé  | Kawasaki   | +1' 06" 8 | 6    |
| 6    | Patrick Fernandez    | Yamaha     | +1' 12" 8 | 5    |
| 7    | Randy Mamola         | Yamaha     |           | 4    |
| 8    | Roland Freymond      | Yamaha     |           | 3    |
| 9    | Walter Villa         | Yamaha     |           | 2    |
| 10   | Vic Soussan          | Yamaha     |           | 1    |
| 11   | Edi Stöllinger       | Kawasaki   |           |      |
| 12   | Éric Saul            | Adriatica  |           |      |
| 13   | Hans Müller          | Yamaha     |           |      |
| 14   | Richard Hubin        | Yamaha     |           |      |
| 15   | Jeffrey Sayle        | Yamaha     |           |      |
| 16   | Víctor Palomo        | Yamaha     |           |      |
| 17   | Chas Mortimer        | Yamaha     |           |      |
| 18   | Klaas Hernamdt       | Yamaha     |           |      |
| 19   | Rini van Kasteren    | Yamaha     |           |      |
| 20   | Frank Steinhausen    | Yamaha     |           |      |
| 21   | Juup Bosman          | Yamaha     |           |      |
| Ret  | Paolo Pileri         | Yamaha     | Ret       |      |
| Ret  | Alan North           | Yamaha     | Ret       |      |
| Ret  | Sadao Asami          | Yamaha     | Ret       |      |
| Ret  | Bert Struyk          | Yamaha     | Ret       |      |
| Ret  | Willem-Jan Nooteboom | Yamaha     | Ret       |      |
| Ret  | Olivier Chevallier   | Yamaha     | Ret       |      |
| Ret  | Pentti Korhonen      | Yamaha     | Ret       |      |
| Ret  | Pekka Nurmi          | Yamaha     | Ret       |      |
| Ret  | Reinhold Roth        | Yamaha     | Ret       |      |
| DNS  | Harald Bartol        | Yamaha     | DNS       |      |
| DNS  | Barry Ditchburn      | Kawasaki   | DNS       |      |
| DNQ  | Olivier Liégeois     | Yamaha     | DNQ       |      |

## Resultados 125cc
En el octavo de litro, el español Ángel Nieto obtiene el séptimo triunfo de la temporada, por delante de su compatriota Ricardo Tormo y el italiano Maurizio Massimiani. Con este triunfo, Nieto tiene a tocar el título mundial ya que dobla en puntuación al segundo clasificado, el Eugenio Lazzarini, que tuvo que abandonar en este Gran Premio.
| Pos. | Piloto                 | Moto          | Tiempo    | Pts. |
| ---- | ---------------------- | ------------- | --------- | ---- |
| 1    | Ángel Nieto            | Minarelli     | 45' 47" 8 | 15   |
| 2    | Ricardo Tormo          | Bultaco       | +2" 5     | 12   |
| 3    | Maurizio Massimiani    | MBA           | +19" 4    | 10   |
| 4    | Gert Bender            | GB Bender     | +24" 8    | 8    |
| 5    | Bruno Kneubühler       | MBA           | +33" 4    | 6    |
| 6    | Stefan Dörflinger      | Morbidelli    |           | 5    |
| 7    | Jean-Louis Guignabodet | Morbidelli MG |           | 4    |
| 8    | Walter Koschine        | Delta Fantic  |           | 3    |
| 9    | Henk van Kessel        | AGV-Condor    |           | 2    |
| 10   | Clive Horton           | Morbidelli    |           | 1    |
| 11   | Martin van Soest       | Morbidelli    |           |      |
| 12   | Jean-François Lecureux | Morbidelli    |           |      |
| 13   | Pier Paolo Bianchi     | Minarelli     |           |      |
| 14   | Peter van Niel         | Morbidelli    |           |      |
| Ret  | Anton Straver          | Morbidelli    | Ret       |      |
| Ret  | Thierry Espié          | Motobécane    | Ret       |      |
| Ret  | Kees van de Ven        | MBA           | Ret       |      |
| Ret  | Eugenio Lazzarini      | Morbidelli    | Ret       |      |
| Ret  | Theo Timmer            | Morbidelli    | Ret       |      |
| Ret  | Juup Bosman            | Morbidelli    | Ret       |      |
| Ret  | Hans Müller            | MBA           | Ret       |      |
| Ret  | Cees van Dongen        | Morbidelli    | Ret       |      |
| Ret  | Peter Looijesteijn     | MBA           | Ret       |      |
| Ret  | Harald Bartol          | Morbidelli    | Ret       |      |
| Ret  | Theo van Geffen        | Morbidelli    | Ret       |      |
| Ret  | August Auinger         | Morbidelli    | Ret       |      |
| Ret  | Rolf Blatter           | Morbidelli    | Ret       |      |
| Ret  | Matti Kinnunen         | MBA           | Ret       |      |
| Ret  | Patrick Plisson        | Morbidelli    | Ret       |      |
| Ret  | Per-Edvard Carlsson    | MBA           | Ret       |      |
| DNQ  | Gianpaolo Marchetti    | MBA           | DNQ       |      |
| DNQ  | Patrick Hérouard       | Morbidelli    | DNQ       |      |
| DNQ  | Jan Huberts            | MBA           | DNQ       |      |
| DNQ  | Barry Smith            | Morbidelli    | DNQ       |      |
| DNQ  | Jean-Paul Magnoni      | Morbidelli    | DNQ       |      |

## Resultados 50cc
Con el abandono del vigente campeón Ricardo Tormo, que ya queda descartado para el título, la victoria fue fácil para el italiano Eugenio Lazzarini, que tiene el camino expedito para el título mundial.
| Pos. | Piloto              | Moto         | Tiempo    | Pts. |
| ---- | ------------------- | ------------ | --------- | ---- |
| 1    | Eugenio Lazzarini   | Kreidler     | 32' 40" 5 | 15   |
| 2    | Patrick Plisson     | ABF          | +13" 3    | 12   |
| 3    | Rolf Blatter        | Kreidler     | +13" 5    | 10   |
| 4    | Peter Looijesteijn  | Kreidler     | +32" 4    | 8    |
| 5    | Wolfgang Müller     | Kreidler     |           | 6    |
| 6    | Hagen Klein         | Hess Spezial |           | 5    |
| 7    | Jacky Hutteau       | ABF          |           | 4    |
| 8    | Theo van Geffen     | Kreidler     |           | 3    |
| 9    | Theo Timmer         | Bultaco      |           | 2    |
| 10   | Gerrit Strikker     | Kreidler     |           | 1    |
| 11   | Rudi Oosting        | Kreidler     |           |      |
| 12   | Joaquín Galí        | Bultaco      |           |      |
| 13   | Ton Kooyman         | Hemeyla      |           |      |
| 14   | Chris Baert         | Kreidler     |           |      |
| 15   | Daniel Corvi        | Kreidler     |           |      |
| 16   | George Looijesteijn | Kreidler     |           |      |
| Ret  | Ricardo Tormo       | Bultaco      | Ret       |      |
| Ret  | Stefan Dörflinger   | Kreidler     | Ret       |      |
| Ret  | Henk van Kessel     | Sparta       | Ret       |      |
| Ret  | Gerhard Waibel      | Kreidler     | Ret       |      |
| Ret  | Ingo Emmerich       | Kreidler     | Ret       |      |
| Ret  | Floor Maasland      | Kreidler     | Ret       |      |
| Ret  | Jos Dieteren        | Kreidler     | Ret       |      |
| Ret  | Yves Le Toumelin    | Kreidler     | Ret       |      |
| Ret  | Aldo Pero           | Kreidler     | Ret       |      |
| Ret  | Cees van Dongen     | Kreidler     | Ret       |      |
| Ret  | Reiner Scheidhauer  | Kreidler     | Ret       |      |
| Ret  | Ramón Galí          | Kreidler     | Ret       |      |
| Ret  | Rudolf Kunz         | Kreidler     | Ret       |      |
| Ret  | Hans-Jürgen Hummel  | Kreidler     | Ret       |      |
| DNQ  | Stefan Danielsson   | Kreidler     | DNQ       |      |
| DNQ  | Günter Schirnhofer  | Kreidler     | DNQ       |      |
| DNQ  | Gerhard Singer      | Kreidler     | DNQ       |      |